# Interstellar
Interstellar és una pel·lícula de ciència-ficció del 2014 escrita i dirigida per Christopher Nolan amb la col·laboració del seu germà Jonathan Nolan. La història se centra en les aventures d'un grup d'astronautes que viatgen a través d'un forat de cuc a la recerca d'una nova llar per a la humanitat. Els protagonistes són Matthew McConaughey, Anne Hathaway, Jessica Chastain i Michael Caine. La pel·lícula s'ha doblat i subtitulat al català.
Christopher Nolan produeix la pel·lícula juntament amb la seva dona Emma Thomas, a través de la seva productora Syncopy Films, i amb Lynda Obst a través de Lynda Obst Productions. A més, la producció del projecte també va a càrrec de dos estudis rivals: la Warner Bros i la Paramount que, de manera excepcional, es van unir per cofinançar la pel·lícula.
Interstellar es va estrenar el 26 d'octubre de 2014 a Los Angeles i va rebre molt bones crítiques, especialment pels detalls científics de la pel·lícula, la banda sonora, els efectes especials i les interpretacions de McConaughey, Hathaway, Chastain, i Mackenzie Foy. Als Oscars d'aquell any, la cinta va guanyar l'Oscar als millors efectes visuals i també va estar nominada per a l'Oscar a la millor banda sonora, l'Oscar al millor so, l'Oscar a la millor edició de so i l'Oscar a la millor direcció artística.

## Resum
En l'any 2067, la destrucció de les collites a la Terra ha fet que l'agricultura sigui cada vegada més difícil i es vegi amenaçada la supervivència de la humanitat. Joseph Cooper, un vidu exenginyer i pilot de la NASA, dirigeix una granja amb el seu sogre Donald, el seu fill Tom i la seva filla Murph, i creu que la seva habitació està embruixada per un fantasma. Quan, després d'una gran tempesta de pols, i a causa d'un descuit de la noia, aquesta entra a l'habitació, es crea un patró de pols a terra, Cooper s'adona que la gravetat està darrere de la seva formació, i no un "fantasma". Interpreta el patró com un conjunt de coordenades geogràfiques formades en codi binari. Cooper i Murph segueixen les coordenades a una instal·lació secreta de la NASA, on es troben amb l'exprofessor de Cooper, el Dr. Brand.
Brand revela que un forat de cuc va aparèixer misteriosament prop de Saturn 48 anys abans, obrint un camí a una galàxia distant amb alguns planetes potencialment habitables. Sota la seva direcció, 12 voluntaris van viatjar a través del forat per avaluar la idoneïtat de cada planeta com a nova llar de la humanitat. Els voluntaris Miller, Edmunds i Mann van enviar dades encoratjadores de planetes prop d'un forat negre supermassiu anomenat Gargantua. Brand recluta Cooper per pilotar la nau espacial Endurance per tal d'investigar més, mentre treballa en el "Pla A", una teoria gravitatòria de la propulsió que permetria l'èxode des de la Terra a aquests nous planetes. L'Endurance també porta 5.000 embrions congelats per al "Pla B", que és colonitzar un planeta habitable per assegurar la supervivència de la humanitat. Abans que Cooper se'n vagi, s'acomiada de Murph; s'emporta un rellotge de polsera i en deixa un altre per comprovar la diferència en el temps quan torni, a causa de l'efecte relativista dels viatges espacials. Ella li dona un últim missatge del "fantasma", que diu: "Queda't". Com que Cooper creu que és una excusa perquè ell no se'n vagi, Murph s'enfada i no torna a veure el seu pare. Abans que Cooper se'n vagi, cau un llibre del prestatge de l'habitació de Murph.
La tripulació de Cooper està formada pels científics Romilly, Doyle i la filla de Brand, l'Amelia i els robots Tars i CASE, a bord del "Endurance". Cooper i la tripulació es col·loquen en càpsules d'hibernació, mentre que Tars i CASE preparen la nau per al trajecte fins a Saturn i la deixen en pilot automàtic, per un temps de dos anys. En arribar a Saturn, es desperten i es preparen per entrar en l'òrbita de Saturn. Un cop allà, travessant el forat de cuc, es dirigeixen primer al planeta de Miller, un món oceànic on el temps està severament dilatat per la seva proximitat a Gargantua: per cada hora allà, passen set anys a la Terra. Decideixen deixar la nau Endurance a una distància adequada del planeta Miller perquè qui quedi a dalt, mentre uns altres exploren, no es vegi afectat pels efectes de la dilatació temporal. A dalt es queda Romilly i els altres baixen a explorar. Només troben les restes de l'expedició de Miller. Amelia recupera les dades de Miller just abans de l'arribada d'una onada gegantina, la qual mata Doyle i fa entrar aigua en els motors, i amb això en retarda la sortida. Després de tornar amb molta dificultat a l'Endurance, descobreixen que han transcorregut vint-i-tres anys a la Terra, fet que es reflecteix en Romilly, ja que també va veure passar tot aquest temps en vídeos mentre ells estaven al planeta, encara que a l’Endurance van transcórrer nou anys.
Murph, ara adulta, ha estat ajudant al Dr. Brand en la seva investigació durant diversos anys. Aquest, al seu llit de mort, li confessa que el Pla A no era factible, i que ho sabia des d'abans de la partida de l'Endurance. També revela que el Pla B va ser l'únic pla tota l'estona. En una sessió de vídeo gravada i tramesa a l’Endurance, Murph notifica Amelia de la mort del seu pare, acusant-la a ella i als Cooper d'abandonar la Terra, cosa que horroritza a tots. Creient que les equacions poden ser resoltes, ella continua treballant en una solució al Pla A, sabent que necessita més dades sobre singularitats gravitacionals.
Amb poc combustible, la tripulació tria el planeta de Mann en lloc del d’Edmunds com a següent parada, ja que Mann segueix transmetent. En arribar a aquest segon planeta, han de despertar Mann del seu somni, que reacciona molt emotivament en veure'ls, creient que mai tornaria a despertar. Un cop allà, Mann li assegura a la tripulació que el planeta congelat és habitable malgrat la seva atmosfera carregada d'amoníac. Mentre inspeccionen el planeta, Mann intenta matar Cooper, revelant que va falsificar les dades que havia transmès amb l'esperança de ser rescatat. Roba el vehicle explorador de Cooper i es dirigeix a l'Endurance. Mentrestant, Romilly és assassinat per un parany que dispara Mann. Amelia rescata Cooper i persegueixen Mann cap a l'Endurance en un altre mòdul d'aterratge. Mann intenta una perillosa operació manual d'atracada, ignorant les advertències de Cooper, però mor en l'intent, i malmet greument l'Endurance en el procés. Cooper, amb l'ajuda de Tars, utilitza el mòdul d'aterratge per estabilitzar la nau, en una arriscada i complicada maniobra.
Les opcions per a la supervivència humana són cada vegada menors, i la tripulació haurà de prendre decisions més difícils. CASE adverteix Cooper que l'Endurance està caient per la força gravitacional de Gargantua, a causa de l'explosió provocada pel Dr Mann. Cooper decideix utilitzar Gargantua com una ona gravitacional per impulsar la nau cap al planeta d'Edmunds de manera més ràpida i així estalviar combustible, però la seva proximitat a Gargantua vol dir que passarà més temps a la Terra. Per perdre pes i permetre la maniobra, Cooper i Tars se separen de la nau i es llancen cap al forat negre, tot i les súpliques de Brand que no l'abandonés; ho fan d'aquesta manera perquè Brand i CASE puguin completar el viatge.
Passant per l'horitzó de successos del forat negre la nau de Cooper es destrueix, Cooper i Tars es propulsen a l'espai sense esperances de viure per falta d'oxigen en el seu vestit espacial, però sorprenentment aterren dins un "tesseract", o cub tetradimensional, que s'assembla a molts passadissos de prestatgeries en tres dimensions, capaços de veure a l'altra banda l'habitació de Murphy en diferents períodes de la seva vida. Cooper suposa que dins el tesseract, el temps és una dimensió física que pot manipular, i que el tesseract i el forat de cuc van ser creats per éssers extradimensionals per permetre la comunicació amb Murphy, i que ell era el seu "fantasma" tot el temps; així mateix, dedueix juntament amb Tars que aquests éssers són de naturalesa benèvola.
Utilitzant la segona agulla en el rellotge que Cooper li va donar a la seva filla Murphy abans que marxés i que estava a la casa de camp de feia alguns anys, Cooper retransmet en codi morse amb l'ajuda de Tars, que obté més informació del tesseract, que ell està a l'altre costat del forat de cuc atrapat en un tesseract en el futur i envia la informació de les dades quàntiques que Murphy necessitava per poder resoldre l'equació gravitatòria al planeta Terra i tractar de salvar la població d'humans amb el pla A, de manera que obre una nova esperança per a traslladar la vida a un altre planeta, després de diversos anys d'experiments amb aquestes noves teories obtingudes per Murphy, que ara ha crescut i és una científica molt reconeguda a la NASA.
Després d'una ejecció turbulenta del tesseract, Cooper desperta en un hospital d'una nova Estació Espacial construïda per la humanitat durant molts anys, que orbita Saturn a una distància molt propera del forat de cuc, gràcies a tota la informació obtinguda per Murphy, quan han passat diversos anys en el temps de la Terra, però només alguns dies a l'altra banda del forat de cuc. Cooper, jove i fort, finalment es reuneix amb la seva filla, ara una dona gran que s'acosta a la mort i arriba a l'Estació Espacial des de la Terra especialment per visitar-lo. Finalment ella ha descobert una solució científica que permet aplicar el pla A per salvar la humanitat i preparar la colonització de nous planetes en el futur amb la nova estació espacial.
A petició de la seva filla, Cooper la deixa al seu llit al costat de la seva família, i al costat de Tars que ha estat reparat durant diverses setmanes, es van instal·lar noves bateries, recupera la informació obtinguda del tesseract i té més informació científica de l'Estació Espacial, planegen prendre una petita i moderna nau espacial en secret a l'hangar de l'Estació espacial, la segresten i parteixen a reunir-se amb Brand a l'altre costat del forat de cuc, en un viatge directament al planeta d'Edmunds, on Brand es troba totalment sola a la superfície del planeta i han passat només alguns dies des de la seva partida a la vora del forat negre Gargantúa, tractant de preparar una nova colònia humana al planeta habitable d’Edmunds (el qual havia mort) anteriorment.

## Repartiment
- Matthew McConaughey: Joseph "Coop" Cooper, vidu i pare de dos fills, antic pilot, astronauta de la NASA i enginyer.
- Anne Hathaway: Dra. Amelia Brand, biotecnòloga i filla del Dr. John Brand.
- Jessica Chastain: Murphy "Murph" Cooper

- Mackenzie Foy: Murphy de jove
- Ellen Burstyn: Murphy de gran

- John Lithgow: Donald, sogre de Cooper
- Michael Caine: Dr. John Brand
- Casey Affleck: Tom Cooper, germà de la Murphy

- Timothée Chalamet: Tom de jove

- Wes Bentley: Dr. Doyle
- Topher Grace: Getty, metge de la NASA i parella de la Murphy
- David Gyasi: Dr. Nikolai "Rom" Romilly
- Matt Damon: Dr. Hugh Mann
- Leah Cairns: Lois Cooper, dona d'en Tom

## Producció

### Desenvolupament i finançament
La idea d'Interstellar la van tenir la productora Lynda Obst i el físic teòric Kip Thorne, que ja havien col·laborat prèviament en la pel·lícula de 1997 Contact. Basada en els treballs de Thorne, els dos van idear una història sobre "els esdeveniments més exòtics que hi ha a l'univers i que, de sobte, són accessibles a l'ésser humà", i van atraure l'interès del director de cinema Steven Spielberg. La pel·lícula es va començar a encarrilar el juny de 2006, quan Spielberg i Paramount Pictures van anunciar els plans per una pel·lícula de ciència-ficció inspirada en un document de 8 pàgines escrit per Obst i Thorne. A Obst se li va encarregar la producció de la cinta, la qual, segons la revista Variety, "s'allargaria forces anys" abans que Spielberg la pogués dirigir. El març de 2007, Jonathan Nolan va ser contractat per escriure el guió d'una pel·lícula que s'anomenaria Interstellar.
Després que Spielberg traslladés el seu estudi de producció DreamWorks de Paramount a Walt Disney Studios el 2009, Paramount necessitava un nou director per a Interstellar. Jonathan Nolan va recomanar al seu germà Christopher, que es va unir al projecte el 2012. Christopher Nolan es va reunir amb Thorne, aleshores vinculat com a productor executiu, per discutir sobre l'ús de l'espaitemps a la història. El gener de 2013, Paramount i Warner Bros. van anunciar que Christopher Nolan estava en negociacions per dirigir Interstellar. Nolan va dir que volia animar l'objectiu del vol espacial tripulat, i tenia la intenció de combinar el guió del seu germà amb el seu propi. Al març següent, es va confirmar que Nolan dirigiria Interstellar, que seria produït amb el seu segell Syncopy i Lynda Obst Productions. Per investigar per la pel·lícula, Nolan va visitar la NASA i el programa espacial privat SpaceX.
Warner Bros. va buscar una participació en la producció de Nolan a Interstellar de Paramount, malgrat la seva rivalitat tradicional, i va acordar concedir a Paramount els seus drets per cofinançar la propera pel·lícula de la franquícia de terror Divendres 13, amb una participació en una futura pel·lícula basada en la sèrie de televisió South Park. Warner Bros. també va acordar que Paramount cofinancés una propietat "A-list" indeterminada. L'agost de 2013, Legendary Pictures va finalitzar un acord amb Warner Bros. per finançar aproximadament el 25% de la producció de la pel·lícula. Tot i que no va poder renovar la seva associació de producció de vuit anys amb Warner Bros., Legendary hauria acceptat renunciar al finançament Batman v Superman: Dawn of Justice (2016) a canvi de la participació a Interstellar.

## Efectes visuals
L'estudi encarregat de crear els efectes visuals per Interstellar va ser Double Negative.

### Forat negre
Per assegurar la precisió científica de la pel·lícula, l'equip de Double Negative, liderat pels supervisors de VFX Paul J. Franklin i Andy Lockley, va col·laborar amb l'astrofísic teòric Kip Thorne.
Kip Thorne va compartir el seu coneixement sobre forats negres i com imaginava que apareixerien a la realitat. Thorne va indicar que els forats negres podien ser semblants a esferes tridimensionals.
Hollywood, fins llavors, sempre que havia tingut la necessitat de crear un forat negre havia utilitzat un programari de traçabilitat de raigs. Desafortunadament, això és suposar que la llum viatja per un recorregut directe, cosa que no passa en aquest cas. Per tant, per tal de crear el forat negre (també conegut com a "Gargantua"), Double Negative va haver de crear un nou renderitzador.

### Onades gegants
A part, per crear les onades de 1200 metres que apareixen a la pel·lícula, l'equip de Double Negative va utilitzar com a base imatges enregistrades a la costa de Hawaii. Com que aquestes onades gegants no són existents a la Terra, es va utilitzar un sistema de deformació per tal d'obtenir la forma de les onades. A més, per crear escuma i tots els elements que acompanyen les onades, es van realitzar una sèrie de simulacions molt detallades conjuntaments amb la companyia Squirt Ocean.

### Espai
Per tal de crear les seqüències de l'espai es van utilitzar imatges realitzades durant el programa Apollo i dels atronautes de l'Estació Espacial Internacional.
Es va intentar evitar al màxim utilitzar càmeres flotants i per això, es va col·locar llocs propis de la nau espacial.

### TARS i Case
Per a la creació dels robots de la pel·lícula (TARS i Case), Nolan volia evitar fer un robot amb característiques humanes. En canvi, els dissenys de robots es van inspirar en l'art modern, específicament escultures minimalistes de l'època de la postguerra. El resultat s'assemblava als robots actuals amb manca de característiques físiques humanes.
Es van construir dues versions de TARS: una pràctica (física) i una digital. Després d'executar les actuacions del robot en viu, la majoria d'escenes que es veuen a la pel·lícula "es van aconseguir amb un mínim treball digital", va dir Paul J. Franklin.

### Tempesta de pols
Per tal de crear les tempestes de pols que apareixen a la superfície terrestre, es va fer un barreja entre efectes gràfics d'ordinador i efectes especials manuals.
Tres de les tempestes es van ser creades digitalment a partir d'una investigació molt extensa sobre les tempestes de pols als deserts africans, entre d'altres.
La resta de les tempestes de pols van ser creades pràcticament per l'equip de Scott Fisher utilitzant una pols de cel·lulosa especial no tòxica i màquines de vent enormes.
Houdini va ser el programari utilitazat per crear els efectes gràfics d'ordinador.

### Tesseract
Per tal de realitzar l'escena final, l'equip de Double Negative va escanejar l'habitació de Murph. Cada objecte de l'habitació va ser escanejat individualment per tal de tenir una còpia en alta resolució.
Un cop creat el model digital, l'equip de VFX va crear diferents cronologies canviant la il·luminació de l'habitació. A més, es va construir una versió en viu per tal de poder gravar les escenes amb els actors.
Per crear la sensació de gravetat zero, l'actor Matthew McConaughey va ser suspès en una plataforma de filferro.
Durant la gravació de l'escena, es van projectar animacions a les parets del conjunt.

## Elements de física quàntica
Per entendre els diferents fenòmens físics d'Interstellar, cal entendre com intervenen dins de la pel·lícula, no només des d'un punt de vista científic.

### Forat de cuc
Un dels primers elements amb el que topa l'expedició d'en Cooper i companyia és el forat de cuc, que està més a prop de Saturn que de cap altre planeta dins del Sistema Solar. El forat de cuc és un tipus d'anomalia gravitatòria, també coneguda com el pont d'Einstein-Rosen. A partir d'aquest forat de cuc, l'Endurance (la nau espacial en la qual viatgen) s'endinsa voltejant-la per tal d'entrar dins de l'anomalia i descobrir què hi ha a l'altra banda.

### Forat negre
Cooper ha d'endinsar-se sol en el forat negre, una força desconeguda on ni tan sols hi passa la llum i comporta un desfasament temporal (...)

## Música
| 1.            | «Dreaming of the Crash»   | 3:55  |
| 2.            | «Cornfield Chase»         | 2:06  |
| 3.            | «Dust»                    | 5:41  |
| 4.            | «Day One»                 | 3:19  |
| 5.            | «Stay»                    | 6:52  |
| 6.            | «Message from Home»       | 1:40  |
| 7.            | «The Wormhole»            | 1:30  |
| 8.            | «Mountains»               | 3:39  |
| 9.            | «Afraid of Time»          | 2:32  |
| 10.           | «A Place Among the Stars» | 3:27  |
| 11.           | «Running Out»             | 1:57  |
| 12.           | «I'm Going Home»          | 5:48  |
| 13.           | «Coward»                  | 8:26  |
| 14.           | «Detach»                  | 6:42  |
| 15.           | «S.T.A.Y.»                | 6:23  |
| 16.           | «Where We're Going»       | 7:41  |
| Durada total: | Durada total:             | 71:47 |

| 17.           | «First Step» | 1:47  |
| 18.           | «Flying Drone» | 1:53  |
| 19.           | «Atmospheric Entry» | 1:40  |
| 20.           | «No Need to Come Back» | 4:32  |
| 21.           | «Imperfect Lock» | 6:54  |
| 22.           | «No Time for Caution» | 4:06  |
| 23.           | «What Happens Now?» | 2:26  |
| 24.           | «Do Not Go Gentle into That Good Night» (poema de Dylan Thomas) (recitat per: John Lithgow, Ellen Burstyn, Casey Affleck, Jessica Chastain, Matthew McConaughey i Mackenzie Foy) | 1:39  |
| Durada total: | Durada total: | 20:51 |

## Recepció

### Crítica
Al lloc web Rotten Tomatoes, la pel·lícula té un 72% de les 366 crítiques positives, això li dona una nota de 7.1 sobre 10. A Metacritic, té una nota de 74 sobre 100, basada en l'opinió de 46 crítics; aquesta nota indica "generalment crítiques positives".

### Premis i nominacions
En la següent taula hi ha els premis i nominacions més destacades que Interstellar ha rebut:
| Premi              | Data de la cerimònia | Categoria                           | Nominats                                                 | Resultat   | Referència    |
| ------------------ | -------------------- | ----------------------------------- | -------------------------------------------------------- | ---------- | ------------- |
| Premis Oscar       | 22 de febrer de 2015 | Millor banda sonora                 | Hans Zimmer                                              | Nominat    | [ 34 ]        |
| Premis Oscar       | 22 de febrer de 2015 | Millor direcció artística           | Nathan Crowley i Gary Fettis                             | Nominats   | [ 34 ]        |
| Premis Oscar       | 22 de febrer de 2015 | Millor so                           | Richard King                                             | Nominat    | [ 34 ]        |
| Premis Oscar       | 22 de febrer de 2015 | Millors efectes visuals             | Paul Franklin, Andrew Lockley, Ian Hunter i Scott Fisher | Guanyadors | [ 34 ]        |
| Premis Oscar       | 22 de febrer de 2015 | Millor edició de so                 | Gary Rizzo, Gregg Landaker i Mark Weingarten             | Nominats   | [ 34 ]        |
| Premis BAFTA       | 8 de febrer de 2015  | Millor banda sonora original        | Hans Zimmer                                              | Nominat    | [ 35 ]        |
| Premis BAFTA       | 8 de febrer de 2015  | Millor fotografia                   | Hoyte van Hoytema                                        | Nominat    | [ 35 ]        |
| Premis BAFTA       | 8 de febrer de 2015  | Millor disseny de producció         | Nathan Crowley and Gary Fettis                           | Nominats   | [ 35 ]        |
| Premis BAFTA       | 8 de febrer de 2015  | Millors efectes visuals             | Paul Franklin, Andrew Lockley, Ian Hunter i Scott Fisher | Guanyadors | [ 35 ]        |
| Premis Globus d'Or | 11 de gener de 2015  | Millor banda sonora                 | Hans Zimmer                                              | Nominat    | [ 36 ]        |
| Premis Saturn      | 25 de juny de 2015   | Millor pel·lícula de ciència-ficció | Interstellar                                             | Guanyadora | [ 37 ] [ 38 ] |
| Premis Saturn      | 25 de juny de 2015   | Millor director                     | Christopher Nolan                                        | Nominat    | [ 37 ] [ 38 ] |
| Premis Saturn      | 25 de juny de 2015   | Millor guió                         | Christopher Nolan i Jonathan Nolan                       | Guanyadors | [ 37 ] [ 38 ] |
| Premis Saturn      | 25 de juny de 2015   | Millor actor                        | Matthew McConaughey                                      | Nominat    | [ 37 ] [ 38 ] |
| Premis Saturn      | 25 de juny de 2015   | Millor actriu                       | Anne Hathaway                                            | Nominada   | [ 37 ] [ 38 ] |
| Premis Saturn      | 25 de juny de 2015   | Millor actriu secundària            | Jessica Chastain                                         | Nominada   | [ 37 ] [ 38 ] |
| Premis Saturn      | 25 de juny de 2015   | Millor intèrpret jove               | Mackenzie Foy                                            | Guanyadora | [ 37 ] [ 38 ] |
| Premis Saturn      | 25 de juny de 2015   | Millor banda sonora                 | Hans Zimmer                                              | Guanyador  | [ 37 ] [ 38 ] |
| Premis Saturn      | 25 de juny de 2015   | Millor edició                       | Lee Smith                                                | Nominat    | [ 37 ] [ 38 ] |
| Premis Saturn      | 25 de juny de 2015   | Millor disseny de producció         | Nathan Crowley                                           | Guanyador  | [ 37 ] [ 38 ] |
| Premis Saturn      | 25 de juny de 2015   | Millors efectes especials           | Paul Franklin, Andrew Lockley, Ian Hunter i Scott Fisher | Guanyadors | [ 37 ] [ 38 ] |